# Enbärsdricka
Enbärsdricka (Nederlands: Jeneverbesdrank) is een Zweedse koolzuurhoudende frisdrank gemaakt van jeneverbes. De drank wordt alleen nog maar geproduceerd door kleine brouwerijen.